# Гучин
Гу́чин — село в Україні, у Ріпкинській селищній громаді Чернігівського району Чернігівської області. До 2020 року орган місцевого самоврядування — Гучинська сільська рада, якій були підпорядковані села: Трудове, Ямище. Населення становить 256 осіб.

## Історія
Станом на 1886 у колишньому державному й власницькому селі Довжицької волості Чернігівського повіту Чернігівської губернії мешкало 600 осіб налічувалось 127 дворових господарств, існували православна церква, постоялий будинок, 2 вітряних млинів, крупорушка.
За переписом 1897 року кількість мешканців зросла до 720 осіб (362 чоловічої статі та 358 — жіночої), з яких всі — православної віри.
12 червня 2020 року, відповідно до розпорядження Кабінету Міністрів України № 730-р «Про визначення адміністративних центрів та затвердження територій територіальних громад Чернігівської області», увійшло до складу Ріпкинської селищної громади.
19 липня 2020 року, в результаті адміністративно - територіальної реформи та ліквідації Ріпкинського району, село увійшло до складу Чернігівського району Чернігівської області.

## Населення

### Мова
Розподіл населення за рідною мовою за даними перепису 2001 року:
| Мова       | Кількість | Відсоток |
| ---------- | --------- | -------- |
| українська | 250       | 97.66%   |
| російська  | 5         | 1.95%    |
| білоруська | 1         | 0.39%    |
| Усього     | 256       | 100%     |

## Господарство
Діє товариство з обмежено відповідальністю «УКРАЇНА». Вид діяльності: змішане сільське господарство.